# Categoría Primera A 1954
Die Categoría Primera A 1954 war die siebte Austragung der kolumbianischen Fußballmeisterschaft. Die Meisterschaft konnte zum ersten Mal Atlético Nacional vor Deportes Quindío gewinnen. Torschützenkönig wurde der Argentinier Carlos Gambina von Atlético Nacional mit 21 Toren.
Die Teilnehmerzahl sank von 12 auf 10 Mannschaften. Atlético Bucaramanga, Cúcuta Deportivo, Deportivo Pereira und Junior nahmen aus finanziellen Gründen nicht teil und Sporting verschwand komplett. Dafür kehrten América de Cali und Independiente Medellín zurück. Außerdem nahm zum ersten Mal Atlético Manizales teil.
Wegen der wirtschaftlichen Krise wurden elf Spiele nicht ausgetragen.

## Teilnehmer
Die folgenden Vereine nahmen an der Spielzeit 1954 teil.
| Mannschaft                           | Stadt       | Departamento    |
| ------------------------------------ | ----------- | --------------- |
| América de Cali                      | Cali        | Valle del Cauca |
| Atlético Nacional                    | Medellín    | Antioquia       |
| Boca Juniors de Cali                 | Cali        | Valle del Cauca |
| Deportivo Cali                       | Cali        | Valle del Cauca |
| Independiente Santa Fe               | Bogotá      | Bogotá          |
| Unión Magdalena                      | Santa Marta | Magdalena       |
| Atlético Manizales                   | Manizales   | Caldas          |
| Independiente Medellín               | Medellín    | Antioquia       |
| Millonarios                          | Bogotá      | Bogotá          |
| Deportes Quindío                     | Armenia     | Caldas 1        |
| 1 Quindío wurde erst 1966 gegründet. |             |                 |

## Tabelle
| Pl. | Verein                 | Sp. | S  | U | N  | Tore    | Diff. | Punkte |
| --- | ---------------------- | --- | -- | - | -- | ------- | ----- | ------ |
| 1.  | Atlético Nacional      | 18  | 14 | 3 | 1  | 058:260 | +32   | 31:50  |
| 2.  | Deportes Quindío       | 18  | 11 | 3 | 4  | 056:270 | +29   | 25:11  |
| 3.  | Independiente Medellín | 18  | 11 | 2 | 5  | 048:240 | +24   | 24:12  |
| 4.  | Atlético Manizales     | 18  | 8  | 4 | 6  | 031:340 | −3    | 20:16  |
| 5.  | Millonarios (M)        | 17  | 7  | 4 | 6  | 031:280 | +3    | 18:16  |
| 6.  | Boca Juniors de Cali   | 16  | 6  | 3 | 7  | 032:320 | ±0    | 15:17  |
| 7.  | América de Cali        | 18  | 4  | 7 | 7  | 033:470 | −14   | 15:21  |
| 8.  | Unión Magdalena        | 17  | 5  | 2 | 10 | 020:360 | −16   | 12:22  |
| 9.  | Deportivo Cali         | 17  | 2  | 3 | 12 | 024:440 | −20   | 07:27  |
| 10. | Santa Fe               | 15  | 1  | 3 | 11 | 016:510 | −35   | 05:25  |

| Meister 1953: Millonarios |

## Torschützenliste
| Pl. | Spieler        | Mannschaft             | Tore |
| --- | -------------- | ---------------------- | ---- |
| 1.  | Carlos Gambina | Atlético Nacional      | 21   |
| 2.  | Antonio Sacco  | Independiente Medellín | 19   |
| 3.  | Mario Garelli  | Deportes Quindío       | 14   |